# Emmanuel Le Maout
Jean-Emmanuel-Marie Le Maout (Guingamp, 29 dicembre 1799 – Parigi, 23 giugno 1877) è stato un naturalista e ornitologo francese.
Nel 1842 Le Maout si laureò in medicina presso l'Università di Parigi, dove lavorò nel campo di scienze naturali presso la Facoltà di Medicina.  Fu insignito dell'Légion d'honneur nel 1869.

## Opere
- Le Jardin des Plantes  (1842, 2 vol. in-8), con Louis Couailhac (1810–1885) e Pierre Bernard (1810–1876).
- Cahiers de physique, de chimie et d'histoire naturelle (1841, in-4)
- Leçons analytiques de lecture à haute voix (1842, in-8; nuova edizione, 1856)
- Leçons élémentaires de botanique, précédées d'un Spécimen, en 1843 (2 parti, con 500 incisioni, 1845 3ª edizione, 1867)
- Atlas élémentaire de botanique (1848, 1684 fig.), avec texte en regard
- Les Mammifères et les Oiseaux (1851–1854, 2 vol. gr. in-8, illustrati)
- Flore élémentaire des jardins et des champs (1855, in-18, 2ª edizione, 1865)
- Traité général de botanique (1867, in-4, 5 500 figures) con Joseph Decaisne (1807–1882).
- Les Trois Règnes de la Nature Tournefort Linné Jussieu (Curmer, 1851).